# Sesamia albicostata
Sesamia albicostata är en fjärilsart som beskrevs av Oswald Beltram Lower 1905. Sesamia albicostata ingår i släktet Sesamia och familjen nattflyn. Inga underarter finns listade i Catalogue of Life.